# バラノフスキー駅
バラノフスキー駅（バラノフスキーえき、ロシア語: станция Барановский）は、ロシア沿海地方ナジェジジンスコエ地区バラノフスキーにある、ロシア鉄道の鉄道駅。ハバロフスク・ウラジオストク方面からのシベリア鉄道とハサン方面からのバラノフスキー・ハサン鉄道（ハサンスキー本線）の接続駅である。

## 概要
1893年にウラジオストク-ウスリースク間にウスリースク鉄道が建設されたのが始まりである。当駅の電化は1963年に行われた。
シベリア鉄道のロシア号に併結され、朝鮮民主主義人民共和国の首都平壌へ直通する列車が運行され、当駅からバラノフスキー・ハサン鉄道へ分岐する。ただし当駅には北朝鮮直通の列車は停車せず、ウスリースク駅に停車する。

## 駅構造
島式ホーム1面2線と単式ホーム1面2線の地上駅。ホームは全て低床式。駅舎は単式ホームに隣接している。

## 隣の駅
ロシア鉄道
シベリア鉄道本線
100列車
ウスリースク駅 - バラノフスキー駅 - ウゴリナヤ駅
351列車・352列車
ウスリースク駅 - バラノフスキー駅 - ラズドリノエ駅
エレクトリーチカ（各駅停車）
9194km駅 - バラノフスキー駅 - 9202km駅
バラノフスキー・ハサン鉄道（全列車通過）
バラノフスキー駅 - オレネヴォド駅